# Ligne 2550 (DB Netz)
La ligne 2550 du réseau de la Deutsche Bahn est une ligne de Chemin de Fer qui relie Aix-la-Chapelle à Cassel en passant par Düsseldorf et Wuppertal. Elle est doublée sur une partie de son parcours par la ligne 2525 empruntée par les S-Bahn.